# Leichtathletik-U20-Weltmeisterschaften 2022
Die 19. Leichtathletik-U20-Weltmeisterschaften fanden vom 1. bis 6. August 2022 im Estadio Olímpico Pascual Guerrero im kolumbianischen Cali statt, die zweiten U20-Weltmeisterschaften  nach 2000 in Südamerika.

## Qualifikationsnormen
Die Qualifikationsnormen waren zwischen dem 1. Oktober 2021 und 18. Juli 2022 zu erbringen.
| Sportart                        | Männer                   | Frauen                   |
| ------------------------------- | ------------------------ | ------------------------ |
| 100 Meter                       | 10,60 s0                 | 11,90 s0                 |
| 200 Meter                       | 21,40 s0                 | 24,40 s0                 |
| 400 Meter                       | 47,60 s0                 | 55,20 s0                 |
| 800 Meter                       | 1:51,00 min              | 2:09,00 min              |
| 1500 Meter                      | 3:48,50 min              | 4:29,00 min              |
| 3000 Meter                      | 8:15,00 min              | 9:32,00 min              |
| 5000 Meter                      | 14:15,00 min             | 16:40,00 min             |
| 100 Meter Hürden                | –                        | 14,20 s0                 |
| 110 Meter Hürden (99 cm)        | 14,20 s0                 | –                        |
| 400 Meter Hürden                | 53,20 s0                 | 61,00 s0                 |
| 3000 Meter Hindernis            | 9:08,00 min              | 10:36,00 min             |
| 10.000 m Bahngehen              | 43:50,00 min             | 50:40,00 min             |
| Hochsprung                      | 2,15 m                   | 1,81 m                   |
| Stabhochsprung                  | 5,05 m                   | 4,05 m                   |
| Weitsprung                      | 7,55 m                   | 6,12 m                   |
| Dreisprung                      | 15,55 m                  | 12,85 m                  |
| Kugelstoßen                     | 18,20 m                  | 14,50 m                  |
| Diskuswurf                      | 56,50 m                  | 48,50 m                  |
| Hammerwurf                      | 68,30 m                  | 57,50 m                  |
| Speerwurf                       | 69,00 m                  | 50,00 m                  |
| Siebenkampf                     | –                        | 5300 P                   |
| Zehnkampf                       | 7050 P                   | –                        |
| 4-mal-100-Meter-Staffel         | Top 24 der Weltrangliste | Top 24 der Weltrangliste |
| 4-mal-400-Meter-Staffel         | Top 24 der Weltrangliste | Top 24 der Weltrangliste |
| 4-mal-400-Meter-Staffel (Mixed) | Top 24 der Weltrangliste | Top 24 der Weltrangliste |

## Männer

### 100 m
| Platz | Athlet              | Land | Zeit (s)       |
| ----- | ------------------- | ---- | -------------- |
| 1     | Letsile Tebogo      | BOT  | 09,91 CR WU20R |
| 2     | Bouwahjgie Nkrumie  | JAM  | 10,02          |
| 3     | Benjamin Richardson | RSA  | 10,12          |
| 4     | Puripol Boonson     | THA  | 10,12          |
| 5     | Muhd Azeem Fahmi    | MAS  | 10,14          |
| 6     | Hiroki Yanagita     | JPN  | 10,24          |
| 7     | Laurenz Colbert     | USA  | 10,24          |
| 8     | Reynaldo Espinosa   | CUB  | 10,32          |

Finale: 2. August, Wind: +0,8 m/s

### 200 m
| Platz | Athlet              | Land | Zeit (s)       |
| ----- | ------------------- | ---- | -------------- |
| 1     | Blessing Afrifah    | ISR  | 19,96 CR NR    |
| 2     | Letsile Tebogo      | BOT  | 19,96 CR AU20R |
| 3     | Calab Law           | AUS  | 20,48          |
| 4     | Benjamin Richardson | RSA  | 20,55          |
| 5     | Brandon Miller      | USA  | 20,64          |
| 6     | Bryan Levell        | JAM  | 20,72          |
| 7     | Jerel Quainoo       | GBR  | 20,73          |
| 8     | Anthony Smith       | TUR  | 20,87          |

Finale: 4. August, Wind: −1,0 m/s

### 400 m
| Platz          | Athlet              | Land | Zeit (s) |
| -------------- | ------------------- | ---- | -------- |
| 1              | Lythe Pillay        | RSA  | 45,28 PB |
| 2              | Steven McElroy      | USA  | 45,65    |
| 3              | Yusuf Ali Abbas     | BHR  | 45,80 PB |
| 4              | Tyler Floyd         | CAN  | 46,01 PB |
| 5              | Joshua Atkinson     | THA  | 46,31    |
| 6              | Shaemar Uter        | JAM  | 46,36    |
|                | Collen Kebinatshipi | BOT  | DSQ      |
| Delano Kennedy | JAM                 | DSQ  |          |

Finale: 4. August

### 800 m
| Platz | Athlet           | Land | Zeit (min) |
| ----- | ---------------- | ---- | ---------- |
| 1     | Ermias Girma     | ETH  | 1:47,36    |
| 2     | Heithem Chenitef | ALG  | 1:47,61 PB |
| 3     | Ethan Hussey     | GBR  | 1:47,65    |
| 4     | Kacper Lewalski  | POL  | 1:47,84    |
| 5     | Samuel Reardon   | GBR  | 1:48,33    |
| 6     | James Harding    | NZL  | 1:48,35    |
| 7     | Noah Kibet       | KEN  | 1:48,50    |
| 8     | Mersimoi Kasahun | ETH  | 1:49,27    |

Finale: 6. August

### 1500 m
| Platz | Athlet                     | Land | Zeit (min) |
| ----- | -------------------------- | ---- | ---------- |
| 1     | Reynold Kipkorir Cheruiyot | KEN  | 3:35,83    |
| 2     | Ermias Girma               | ETH  | 3:37,24    |
| 3     | Daniel Kimaiyo             | KEN  | 3:37,43    |
| 4     | Adehana Kasaye             | ETH  | 3:38,10    |
| 5     | Nathan Green               | USA  | 3:39,44    |
| 6     | Ethan Hussey               | GBR  | 3:39,60 PB |
| 7     | Vivien Henz                | LUX  | 3:39,60    |
| 8     | Kevin Kamenschak           | AUT  | 3:40,95 PB |

Finale: 3. August

### 3000 m
| Platz | Athlet             | Land | Zeit (min) |
| ----- | ------------------ | ---- | ---------- |
| 1     | Melkeneh Azize     | ETH  | 7:44,06    |
| 2     | Felix Korir        | KEN  | 7:47,86 PB |
| 3     | Edwin Kisalsak     | KEN  | 7:49,82 PB |
| 4     | Diriba Girma       | ETH  | 7:50,63    |
| 5     | Rogers Kibet       | UGA  | 7:50,95 PB |
| 6     | Joel Ibler Lillesø | DEN  | 7:56,40    |
| 7     | Dan Kibet          | UGA  | 8:02,08    |
| 8     | Habtom Samuel      | ERI  | 8:03,98    |

Finale: 5. August

### 5000 m
| Platz | Athlet           | Land | Zeit (min) |
| ----- | ---------------- | ---- | ---------- |
| 1     | Addisu Yihune    | ETH  | 14:03,05   |
| 2     | Merhawi Mebrahtu | ERI  | 14:03,33   |
| 3     | Habtom Samuel    | ERI  | 14:03,67   |
| 4     | Gebeyehu Belay   | ETH  | 14:04,55   |
| 5     | Rogers Kibet     | UGA  | 14:07,71   |
| 6     | Samuel Kibathi   | KEN  | 14:07,82   |
| 7     | Hiroto Yoshioka  | JPN  | 14:10,68   |
| 8     | Nelson Mandela   | KEN  | 14:13,21   |

1. August

### 10.000 m Bahngehen
| Platz | Athlet              | Land | Zeit (min)  |
| ----- | ------------------- | ---- | ----------- |
| 1     | Mazlum Demir        | TUR  | 42:36,02    |
| 2     | Ismail Ben Hammouda | ALG  | 42:42,49    |
| 3     | Hayrettin Yildiz    | TUR  | 43:07,95    |
| 4     | Oussama Farhat      | TUN  | 43:08,20    |
| 5     | Óscar Martínez      | ESP  | 43:20,84 PB |
| 6     | Nicola Lomuscio     | ITA  | 43:28,25    |
| 7     | Pablo Pastor        | ESP  | 43:34,39 PB |
| 8     | Saúl Wamputsrik     | ECU  | 43:46,17    |

5. August

### 110 m Hürden (99 cm)
| Platz | Athlet             | Land | Zeit (s)    |
| ----- | ------------------ | ---- | ----------- |
| 1     | Antoine Andrews    | BAH  | 13,23 WU20L |
| 2     | Malik Mixon        | USA  | 13,27 PB    |
| 3     | Matthew Sophia     | NED  | 13,34 NU20R |
| 4     | Mitchell Lightfoot | AUS  | 13,48 PB    |
| 5     | Enzo Diessl        | AUT  | 13,54 NU20R |
| 6     | Tayleb Willis      | AUS  | 13,54 SB    |
| 7     | Bogdan Vidojković  | SRB  | 13,81       |
|       | Demario Prince     | JAM  | DNF         |

Finale: 3. August, Wind: +0,2 m/s

### 400 m Hürden
| Platz | Athlet               | Land | Zeit (s)    |
| ----- | -------------------- | ---- | ----------- |
| 1     | İsmail Nezir         | TUR  | 48,84 NU20R |
| 2     | Matic Ian Guček      | SVN  | 48,91 NR    |
| 3     | Roshawn Clarke       | JAM  | 49,62       |
| 4     | Yan Manuel Vázquez   | PUR  | 50,18 NU20R |
| 5     | Ismail Doudai Abakar | QAT  | 50,18       |
| 6     | Mimoun Abdoul Wahab  | BEL  | 50,20 PB    |
| 7     | Sonny Gandrey        | FRA  | 50,86       |
| 8     | Sojiro Moritaka      | JPN  | 51,23       |

Finale: 4. August

### 3000 m Hindernis
| Platz | Athlet                 | Land | Zeit (min) |
| ----- | ---------------------- | ---- | ---------- |
| 1     | Samuel Duguna          | ETH  | 8:37,92    |
| 2     | Samuel Firewu          | ETH  | 8:39,11    |
| 3     | Salaheddine Ben Yazide | MAR  | 8:40,62    |
| 4     | Leonard Chemutai       | UGA  | 8:41,03    |
| 5     | Hamse Dhabar           | BHR  | 8:44,74    |
| 6     | Emmanuel Wafula        | KEN  | 8:45,05    |
| 7     | Elphas Toroitich Ndiwa | UGA  | 8:49,27    |
| 8     | Abderrahmane Daoud     | ALG  | 8:49,86    |

Finale: 4. August

### 4 × 100 m Staffel
| Platz | Land               | Athleten | Zeit (s) |
| ----- | ------------------ | --- | -------- |
| 1     | Japan              | Kowa Ikeshita Hiroto Fujiwara Shunki Tateno Hiroki Yanagita                                                          | 39,35    |
| 2     | Jamaika            | Bouwahjgie Nkrumie Bryan Levell Mark-Anthony Daley Adrian Kerr Im Vorlauf eingesetzt: David Lynch                    | 39,35    |
| 3     | Vereinigte Staaten | Laurenz Colbert Michael Gizzi Brandon Miller Johnny Brackins Im Vorlauf eingesetzt: David Foster Charlie Bartholomew | 39,57 SB |
| 4     | Italien            | Eduardo Longobardi Loris Tonella Alessandro Malvezzi Alessio Faggin                                                  | 39,77    |
| 5     | Nigeria            | Nicholas Fakorede Ogheneovo Mabilo Kayinsola Ajayi Nurain Musa                                                       | 39,78    |
| 6     | Spanien            | Jaime Mendoza Mario Mena Juan Carlos Castillo Alejandro Rueda                                                        | 39,87    |
| 7     | Niederlande        | Matthew Sophia Maurice Afognon Nsikak Ekpo Daniljo Vriendwijk                                                        | 39,90    |
|       | Südafrika          | Mukhethwa Tshifura Letlhogonolo Moleyane Bradley Oliphant Benjamin Richardson Im Vorlauf eingesetzt: Emel Keyser     | DSQ      |

Finale: 5. August

### 4 × 400 m Staffel
| Platz | Land               | Athleten | Zeit (s)      |
| ----- | ------------------ | --- | ------------- |
| 1     | Vereinigte Staaten | Steven McElroy Ashton Schwartzman Charlie Bartholomew Will Sumner Im Vorlauf eingesetzt: Kody Blackwood Grant Williams | 3:04,47       |
| 2     | Jamaika            | Shemar Palmer Shaemar Uter Jasauna Dennis Delano Kennedy Im Vorlauf eingesetzt: Derrick Grant Malachi Johnson          | 3:05,72 SB    |
| 3     | Kanada             | Christopher Morales Williams Ben Tilson Daniel Kidd Tyler Floyd Im Vorlauf eingesetzt: Riley Flemington                | 3:06,50 NU20R |
| 4     | Spanien            | Markel Fernández Ángel González Alberto Guijarro Gerson Pozo Im Vorlauf eingesetzt: David García                       | 3:06,91 NU20R |
| 5     | Südafrika          | Tjaart van der Walt Lythe Pillay Karabo Try Madonsela Divan Vlok Im Vorlauf eingesetzt: Ruan Oosthuizen                | 3:07,01 SB    |
| 6     | Japan              | Shion Arita Masataka Tomoda Sojiro Moritaka Daiki Ogawa                                                                | 3:07,47       |
| 7     | Tschechien         | Tadeáš Plaček Vojtěch Cihlář Ondřej Veselý Michal Haidelmeier                                                          | 3:09,36       |
| 8     | Frankreich         | Matteo Lorusso Benoît Moudio Priso Allan Lacroix Sonny Gandrey Im Vorlauf eingesetzt: Lucas Vivin                      | 3:09,54       |

Finale: 6. August

### Hochsprung
| Platz | Athlet                | Land | Höhe (m) |
| ----- | --------------------- | ---- | -------- |
| 1     | Brandon Pottinger     | JAM  | 2,14     |
| 2     | Brian Raats           | RSA  | 2,10     |
| 3     | Boschidar Sarabojukow | BUL  | 2,10     |
| 4     | Martin Lefèvre        | FRA  | 2,10     |
| 5     | Mátyás Guth           | HUN  | 2,14     |
| 5     | Yeh Po-ting           | TPE  | 2,10     |
| 7     | Anderson Asprilla     | COL  | 2,05     |
| 8     | Mattia Furlani        | ITA  | 2,05     |
| 8     | Lachlan O'Keefe       | AUS  | 2,05     |

Finale: 5. August

### Stabhochsprung
| Platz | Athlet                     | Land | Höhe (m)   |
| ----- | -------------------------- | ---- | ---------- |
| 1     | Anthony Ammirati           | FRA  | 5,75 WU20L |
| 2     | Juho Alasaari              | FIN  | 5,60 NU20R |
| 3     | Michał Gawenda             | POL  | 5,45 PB    |
| 4     | Garrett Brown              | USA  | 5,25       |
| 5     | Ander Martínez de Rituerto | ESP  | 5,25       |
| 6     | Till Marburger             | GER  | 5,15       |
| 7     | Atsushi Haraguchi          | JPN  | 5,15       |
| 8     | Austin Ramos               | ECU  | 5,15       |

Finale: 4. August

### Weitsprung
| Platz | Athlet           | Land | Weite (m)  |
| ----- | ---------------- | ---- | ---------- |
| 1     | Erwan Konaté     | FRA  | 8,08 WU20L |
| 2     | Alejandro Parada | CUB  | 7,91       |
| 3     | Gabriel Boza     | BRA  | 7,90 SB    |
| 4     | Curtis Williams  | USA  | 7,86 PB    |
| 5     | Reece Ademola    | IRL  | 7,83 NU20R |
| 6     | Johnny Brackins  | USA  | 7,81       |
| 7     | Mattia Furlani   | ITA  | 7,76       |
| 8     | Uroy Ryan        | VIN  | 7,64       |

Finale: 2. August

### Dreisprung
| Platz | Athlet                 | Land | Weite (m)      |
| ----- | ---------------------- | ---- | -------------- |
| 1     | Jaydon Hibbert         | JAM  | 17,27 CR NU18R |
| 2     | Selva P. Thirumaran    | IND  | 16,15 PB       |
| 3     | Viktor Morozov         | EST  | 16,13 PB       |
| 4     | Ethan Olivier          | NZL  | 16,03          |
| 5     | Floyd Whitaker         | USA  | 16,01 PB       |
| 6     | Federico Morseletto    | ITA  | 15,97 PB       |
| 7     | Federico Lorenzo Bruno | ITA  | 15,81 PB       |
| 8     | Solomon Washington     | USA  | 15,55          |

Finale: 5. August

### Kugelstoßen
| Platz | Athlet                 | Land | Weite (m) |
| ----- | ---------------------- | ---- | --------- |
| 1     | Tarik Robinson-O'Hagan | USA  | 20,73 PB  |
| 2     | Kobe Lawrence          | JAM  | 20,58 PB  |
| 3     | Tizian Lauria          | GER  | 20,55     |
| 4     | Lukas Schober          | GER  | 19,43     |
| 5     | Karel Šula             | SVK  | 18,88     |
| 6     | Mátyás Kerékgyártó     | HUN  | 18,82     |
| 7     | Jesper Ahlin           | SWE  | 18,62     |
| 8     | Juan Manuel Arrieguez  | ARG  | 18,54     |

Finale: 2. August

### Diskuswurf
| Platz | Athlet             | Land | Weite (m)   |
| ----- | ------------------ | ---- | ----------- |
| 1     | Marius Karges      | GER  | 65,55       |
| 2     | Mika Sosna         | GER  | 63,88       |
| 3     | Mychajlo Brudin    | UKR  | 63,30 PB    |
| 4     | Dimitrios Pavlidis | GRC  | 61,77 NU20R |
| 5     | Sebastiaan Bonte   | NED  | 61,22 PB    |
| 6     | Marcos Moreno      | ESP  | 60,94       |
| 7     | Desmond Coleman    | USA  | 60,43 PB    |
| 8     | Christopher Young  | JAM  | 60,31       |

Finale: 6. August

### Hammerwurf
| Platz | Athlet                 | Land | Weite (m)   |
| ----- | ---------------------- | ---- | ----------- |
| 1     | Ioannis Korakidis      | GRC  | 79,11 WU20L |
| 2     | Max Lampinen           | FIN  | 76,33 PB    |
| 3     | Iosif Kesidis          | CYP  | 76,32 PB    |
| 4     | Nikolaos Polychroniou  | GRC  | 76,12       |
| 5     | Jan Emberšič           | SVN  | 74,83       |
| 6     | Ayubkhon Fayozov       | UZB  | 73,77       |
| 7     | Emre Çiftçi            | TUR  | 73,13       |
| 8     | Tarik Robinson-O'Hagan | USA  | 73,05       |

Finale: 6. August

### Speerwurf
| Platz | Athlet                    | Land | Weite (m) |
| ----- | ------------------------- | ---- | --------- |
| 1     | Artur Felfner             | UKR  | 79,36     |
| 2     | Max Dehning               | GER  | 77,24     |
| 3     | Keyshawn Strachan         | BAH  | 72,95     |
| 4     | Vivek Kumar               | IND  | 72,17 PB  |
| 5     | Eleftherios Kontonikolas  | CYP  | 72,11     |
| 6     | Mathys Moutarde           | FRA  | 71,31     |
| 7     | Rumesh Tharanga Pathirage | LKA  | 69,68     |
| 8     | Evan Niedrowski           | USA  | 69,25     |

Finale: 5. August

### Zehnkampf
| Platz | Athlet                    | Land | Punkte     |
| ----- | ------------------------- | ---- | ---------- |
| 1     | Gabriel Emmanuel          | NED  | 7860 WU20L |
| 2     | Jacob Thelander           | SWE  | 7770       |
| 3     | Elliot Duvert             | SWE  | 7622 PB    |
| 4     | Abraham Sandvin Vogelsang | NOR  | 7567 PB    |
| 5     | Josmi Sánchez             | CUB  | 7527 PB    |
| 6     | Pierre Blaecke            | FRA  | 7520       |
| 7     | Matthias Lasch            | AUT  | 7516 PB    |
| 8     | Jan Duhovnik              | SVN  | 7491 PB    |

Finale: 1./2. August

## Frauen

### 100 m
| Platz | Athletin           | Land | Zeit (s)       |
| ----- | ------------------ | ---- | -------------- |
| 1     | Tina Clayton       | JAM  | 10,95 CR NU20R |
| 2     | Serena Cole        | JAM  | 11,14          |
| 3     | Shawnti Jackson    | USA  | 11,15 PB       |
| 3     | N’ketia Seedo      | NED  | 11,15 NU20R    |
| 5     | Tima Godbless      | NGR  | 10,19          |
| 6     | Viwe Jingqi        | RSA  | 11,23 NU20R    |
| 7     | Mia Brahe-Pedersen | USA  | 11,33          |
| 8     | Elena Guiu         | ESP  | 11,52          |

Finale: 3. August, Wind:-0,1 m/s

### 200 m
| Platz | Athletin               | Land | Zeit (s) |
| ----- | ---------------------- | ---- | -------- |
| 1     | Brianna Lyston         | JAM  | 22,65    |
| 2     | Jayla Jamison          | USA  | 22,77 PB |
| 3     | Alana Reid             | JAM  | 22,95 PB |
| 4     | Mia Brahe-Pedersen     | USA  | 23,06    |
| 5     | Polyniki Emmanouilidou | GRC  | 23,42    |
| 6     | Sophie Walton          | GBR  | 23,43    |
| 7     | Yarima García          | CUB  | 23,46    |
|       | Viwe Jingqi            | RSA  | DNF      |

Finale: 5. August, Wind: 0,0 m/s

### 400 m
| Platz | Athletin        | Land | Zeit (s)    |
| ----- | --------------- | ---- | ----------- |
| 1     | Yemi Mary John  | GBR  | 51,50 PB    |
| 2     | Damaris Mutunga | KEN  | 51,71 NU20R |
| 3     | Rupal Chaudhary | IND  | 51,85 PB    |
| 4     | Henriette Jæger | NOR  | 52,23 NU20R |
| 5     | Dejanea Oakley  | JAM  | 52,31       |
| 6     | Berta Segura    | ESP  | 52,56       |
| 7     | Ellie Beer      | AUS  | 52,82       |
| 8     | Precious Molepo | RSA  | 53,49       |

Finale: 4. August

### 800 m
| Platz | Athletin           | Land | Zeit (min)    |
| ----- | ------------------ | ---- | ------------- |
| 1     | Roisin Willis      | USA  | 1:59,13 CR    |
| 2     | Audrey Werro       | SUI  | 1:59,53 NU20R |
| 3     | Juliette Whittaker | USA  | 2:00,18       |
| 4     | Nelly Chepchirchir | KEN  | 2:01,42 PB    |
| 5     | Veronika Sadek     | SVN  | 2:02,78       |
| 6     | Abigail Ives       | GBR  | 2:02,89       |
| 7     | Hayley Kitching    | AUS  | 2:03,44       |
| 8     | Ksanet Alem        | ETH  | 2:03,62       |

Finale: 3. August

### 1500 m
| Platz | Athletin         | Land | Zeit (min) |
| ----- | ---------------- | ---- | ---------- |
| 1     | Birke Haylom     | ETH  | 4:04,27 CR |
| 2     | Brenda Chebet    | KEN  | 4:04,64 PB |
| 3     | Purity Chepkirui | KEN  | 4:07,64 PB |
| 4     | Mebriht Mekonen  | ETH  | 4:08,39    |
| 5     | Addison Wiley    | USA  | 4:11,43 PB |
| 6     | Yuya Sawada      | JPN  | 4:12,87    |
| 7     | Ingeborg Østgård | NOR  | 4:13,85    |
| 8     | Ilona Mononen    | FIN  | 4:16,19    |

Finale: 6. August

### 3000 m
| Platz | Athletin        | Land | Zeit (min) |
| ----- | --------------- | ---- | ---------- |
| 1     | Betty Chelangat | KEN  | 9:01,03    |
| 2     | Tsiyon Abebe    | ETH  | 9:03,85    |
| 3     | Nancy Cherop    | KEN  | 9:05,98    |
| 4     | Bertukan Welde  | ETH  | 9:18,20    |
| 5     | Ilona Mononen   | FIN  | 9:21,12    |
| 6     | Agate Caune     | LAT  | 9:25,92    |
| 7     | Siona Chisholm  | CAN  | 9:29,65    |
| 8     | Maria Kassou    | GRC  | 9:35,90    |

1. August

### 5000 m
| Platz | Athletin          | Land | Zeit (min)  |
| ----- | ----------------- | ---- | ----------- |
| 1     | Medina Eisa       | ETH  | 15:29,71    |
| 2     | Melknat Wudu      | ETH  | 15:30,06    |
| 3     | Prisca Chesang    | UGA  | 15:31,17    |
| 4     | Agate Caune       | LAT  | 15:43,56 PB |
| 5     | María Forero      | ESP  | 16:26,39    |
| 6     | Jane Ghat Chacha  | KEN  | 16:29,62    |
| 7     | Maureen Cherotich | KEN  | 16:33,30    |
| 8     | Analee Weaver     | USA  | 16:35,74    |

6. August

### 10.000 m Bahngehen
| Platz | Athletin             | Land | Zeit (min)  |
| ----- | -------------------- | ---- | ----------- |
| 1     | Karla Serrano        | MEX  | 46:24,35 PB |
| 2     | Ai Ooyama            | JPN  | 46:24,44    |
| 3     | Ayane Yanai          | JPN  | 46:43,07    |
| 4     | Olivia Sandery       | AUS  | 47:37,85    |
| 5     | Walerija Scholomizka | UKR  | 47:40,67    |
| 6     | Lisbeth López        | GTM  | 47:45,63 PB |
| 7     | Alanna Peart         | AUS  | 47:47,55 PB |
| 8     | Giada Traina         | ITA  | 47:48,78    |

5. August

### 100 m Hürden
| Platz | Athletin         | Land | Zeit (s)       |
| ----- | ---------------- | ---- | -------------- |
| 1     | Kerrica Hill     | JAM  | 12,77 CR WU18B |
| 2     | Alexis James     | JAM  | 12,87 PB       |
| 3     | Anna Tóth        | HUN  | 13,00 NU20R    |
| 4     | Jalaysiya Smith  | USA  | 13,35          |
| 5     | Hawa Jalloh      | GER  | 13,36          |
| 6     | Paula Blanquer   | ESP  | 13,40          |
| 7     | Nandini Agasara  | IND  | 13,46          |
| 8     | Valérie Guignard | SUI  | 13,66          |

Finale: 6. August, Wind: +0,2 m/s

### 400 m Hürden
| Platz | Athletin          | Land | Zeit (s)       |
| ----- | ----------------- | ---- | -------------- |
| 1     | Akala Garrett     | USA  | 56,16 WU20L PB |
| 2     | Hanna Karlsson    | SWE  | 56,71 PB       |
| 3     | Michaela Rose     | USA  | 56,86 PB       |
| 4     | Anje Nel          | RSA  | 57,47 PB       |
| 5     | Michelle Smith    | ISV  | 57,48 NR       |
| 6     | Wiktoria Oko      | POL  | 58,56          |
| 7     | Ludovica Cavo     | ITA  | 58,72          |
| 8     | Alessia Seramondi | ITA  | 61,78          |

Finale: 4. August

### 3000 m Hindernis
| Platz | Athletin         | Land | Zeit (min)  |
| ----- | ---------------- | ---- | ----------- |
| 1     | Faith Cherotich  | KEN  | 09:16,14    |
| 2     | Sembo Almayew    | ETH  | 09:30,41    |
| 3     | Meseret Yeshaneh | ETH  | 09:42,02    |
| 4     | Rihab Dhahri     | TUN  | 10:06,42    |
| 5     | Pamela Kosgei    | KEN  | 10:04,46    |
| 6     | Loice Chekwemoi  | UGA  | 10:07,79 PB |
| 7     | Marta Serrano    | ESP  | 10:08,85    |
| 8     | Gréta Varga      | HUN  | 10:18,63    |

Finale: 4. August

### 4 × 100 m Staffel
| Platz   | Land                                                       | Athleten | Zeit (s)       |
| ------- | ---------------------------------------------------------- | --- | -------------- |
| 1       | Jamaika                                                    | Serena Cole Tina Clayton Kerrica Hill Tia Clayton Im Vorlauf eingesetzt: Alexis James                           | 42,59 WU20R CR |
| 2       | Vereinigte Staaten                                         | Jayla Jamison Autumn Wilson Iyana Gray Shawnti Jackson Im Vorlauf eingesetzt: Lily Jones Alyssa Colbert         | 43,28 NU20R    |
| 3       | Kolumbien                                                  | María Alejandra Murillo Marlet Ospino Melany Bolaño Laura Martínez                                              | 44,59 NU20R    |
| 4       | Deutschland                                                | Chelsea Kadiri Sina Kammerschmitt Marlene Körner Holly Okuku                                                    | 44,73          |
| 5       | Italien                                                    | Gaya Bertello Ludovica Galuppi Agnese Musica Ilenia Angelini                                                    | 44,79          |
| 6       | Australien                                                 | Hayley Reynolds Olivia Rose Inkster Georgia Harris Taylah Cruttenden Im Vorlauf eingesetzt: Aleksandra Stoilova | 45,15          |
|         | Vereinigtes Königreich                                     | Nia Wedderburn-Goodison Alyson Bell Joy Eze Faith Akinbileje                                                    | DNF            |
| Schweiz | Soraya Becerra Emma Van Camp Selina Furler Anouk Ledermann | DSQ |                |

Finale: 5. August

### 4 × 400 m Staffel
| Platz | Land                   | Athleten | Zeit (min)    |
| ----- | ---------------------- | --- | ------------- |
| 1     | Vereinigte Staaten     | Mekenze Kelley Shawnti Jackson Akala Garrett Roisin Willis Im Vorlauf eingesetzt: Madison Whyte Zaya Akins Kennedy Wade | 3:28,06       |
| 2     | Jamaika                | Dejanea Oakley Abigail Campbell Oneika McAnnuff Alliah Baker Im Vorlauf eingesetzt: Rickiana Russell Oneika Brissett    | 3:31,59 SB    |
| 3     | Vereinigtes Königreich | Yemi Mary John Jessica Astill Ophelia Pye Etty Sisson Im Vorlauf eingesetzt: Poppy Malik                                | 3:31,86 SB    |
| 4     | Finnland               | Ronja Koskela Katriina Wright Aada Aho Veera Mattila                                                                    | 3:33,15 NU20R |
| 5     | Kanada                 | Ella Clayton Jenna James Emily Martin Savannah Sutherland                                                               | 3:33,60       |
| 6     | Australien             | Ellie Beer Isabella Guthrie Txai Anglin Jasmin Guthrie Im Vorlauf eingesetzt: Annie Pfeiffer                            | 3:34,86 SB    |
| 7     | Deutschland            | Maja Schorr Anna Hense Justin Wehner Lara-Noelle Steinbrecher                                                           | 3:34,95 SB    |
| 8     | Indien                 | Summy Priya Mohan Rajitha Kunja Rupal Chaudhary                                                                         | 3:36,72       |

Finale: 6. August

### Hochsprung
| Platz | Athletin           | Land | Höhe (m)   |
| ----- | ------------------ | ---- | ---------- |
| 1     | Karmen Bruus       | EST  | 1,95       |
| 2     | Britt Weerman      | NED  | 1,93 NU20R |
| 3     | Angelina Topić     | SRB  | 1,93       |
| 4     | Erin Shaw          | AUS  | 1,88 PB    |
| 5     | Merel Maes         | BEL  | 1,88 SB    |
| 6     | Elisabeth Pihela   | EST  | 1,80       |
| 7     | Celia Rifaterra    | ESP  | 1,80       |
| 8     | Marija Aljejnikowa | ANA  | 1,75       |

Finale: 6. August

### Stabhochsprung
| Platz | Athletin          | Land | Höhe (m) |
| ----- | ----------------- | ---- | -------- |
| 1     | Hana Moll         | USA  | 4,35     |
| 2     | Chiara Sistermann | GER  | 4,30 PB  |
| 3     | Janne Sophie Ohrt | GER  | 4,30 PB  |
| 4     | Elise Russis      | FRA  | 4,20     |
| 5     | Amanda Moll       | USA  | 4,20     |
| 6     | Silja Andersson   | FIN  | 4,10     |
| 7     | Sophie Ashurst    | GBR  | 4,10     |
| 8     | Heather Abadie    | CAN  | 4,10     |

Finale: 4. August

### Weitsprung
| Platz | Athletin            | Land | Weite (m) |
| ----- | ------------------- | ---- | --------- |
| 1     | Plamena Mitkowa     | BUL  | 6,66 PB   |
| 2     | Natalia Liñares     | COL  | 6,59      |
| 3     | Marta Amouhin Amani | ITA  | 6,52 PB   |
| 4     | Emelia Surch        | AUS  | 6,45 PB   |
| 5     | Anna Matuszewicz    | POL  | 6,31      |
| 6     | Karmen Fouché       | RSA  | 6,31 PB   |
| 7     | Evelyn Yankey       | ESP  | 6,21      |
| 8     | Tabea Eitel         | GER  | 6,18      |

Finale: 5. August

### Dreisprung
| Platz | Athletin                | Land | Weite (m)      |
| ----- | ----------------------- | ---- | -------------- |
| 1     | Sharifa Davronova       | UZB  | 14,04 WU20L PB |
| 2     | Sohane Aucargos         | FRA  | 13,38          |
| 3     | Tiana Boras             | AUS  | 13,30 PB       |
| 4     | Fernanda Maita          | VEN  | 13,30 PB       |
| 5     | Anna Gräfin Keyserlingk | GER  | 13,26          |
| 6     | Ruth Hildebrand         | GER  | 13,21 PB       |
| 7     | Iuliana Dabija          | MDA  | 13,11          |
| 8     | Sotiria Rapti           | GRC  | 13,00          |

Finale: 6. August

### Kugelstoßen
| Platz | Athletin            | Land | Weite (m) |
| ----- | ------------------- | ---- | --------- |
| 1     | Miné de Klerk       | RSA  | 17,17     |
| 2     | Pınar Akyol         | TUR  | 16,84     |
| 3     | Zuzanna Maślana     | POL  | 16,06 PB  |
| 4     | Tapenisa Havea      | NZL  | 15,97 =PB |
| 5     | Tuane Silver        | NAM  | 15,95 NR  |
| 6     | Treneese Hamilton   | DMA  | 15,78     |
| 7     | Katrin Brzyszkowská | CZE  | 15,77     |
| 8     | Malika Nasreddinova | UZB  | 15,73     |

Finale: 2. August

### Diskuswurf
| Platz | Athletin                  | Land | Weite (m)   |
| ----- | ------------------------- | ---- | ----------- |
| 1     | Emma Sralla               | SWE  | 56,15       |
| 2     | Despoina Areti Filippidou | GRC  | 54,48       |
| 3     | Miné de Klerk             | RSA  | 53,54 NU20R |
| 4     | Siniru Iheoma             | USA  | 53,15       |
| 5     | Danara Dewi Stoppels      | RSA  | 51,86 PB    |
| 6     | Marie-Josée Bovele-Linaka | FRA  | 51,63 PB    |
| 7     | Tapenisa Havea            | NZL  | 50,97       |
| 8     | Katja Seng                | GER  | 49,70       |

Finale: 3. August

### Hammerwurf
| Platz | Athletin         | Land | Weite (m) |
| ----- | ---------------- | ---- | --------- |
| 1     | Rachele Mori     | ITA  | 67,21     |
| 2     | Paola Bueno      | MEX  | 62,74     |
| 3     | Raika Murakami   | JPN  | 61,45 PB  |
| 4     | Valentina Savva  | CYP  | 61,17     |
| 5     | Villő Viszkeleti | HUN  | 61,11     |
| 6     | Jada Julien      | GER  | 60,98     |
| 7     | Audrey Jacobs    | NED  | 60,83     |
| 8     | Nicola Tuthill   | IRL  | 60,47     |

Finale: 5. August

### Speerwurf
| Platz | Athletin                  | Land | Weite (m)   |
| ----- | ------------------------- | ---- | ----------- |
| 1     | Adriana Vilagoš           | SRB  | 63,52 CR    |
| 2     | Valentina Barrios         | COL  | 57,84 NU20R |
| 3     | Manuela Rotundo           | URU  | 55,11       |
| 4     | Veronika Šokota           | CRO  | 54,47       |
| 5     | Fanni Kövér               | HUN  | 54,38       |
| 6     | Momoko Tsuji              | JPN  | 53,82       |
| 7     | Mckyla van der Westhuizen | RSA  | 53,44       |
| 8     | Emilia Karell             | FIN  | 53,26       |

Finale: 2. August

### Siebenkampf
| Platz | Athletin              | Land | Punte   |
| ----- | --------------------- | ---- | ------- |
| 1     | Saga Vanninen         | FIN  | 6084    |
| 2     | Serina Riedel         | GER  | 5874    |
| 3     | Sandrina Sprengel     | GER  | 5845    |
| 4     | Liisa-Maria Lusti     | EST  | 5731    |
| 5     | Gerda Kerija Dreimane | LAT  | 5721 PB |
| 6     | Ella Rush             | GBR  | 5591 PB |
| 7     | Luna Goureau          | FRA  | 5498 PB |
| 8     | Sennah Vanhoeijen     | BEL  | 5401    |

Finale: 3./4. August

## Mixed

### 4 × 400 m Staffel
| Platz | Land                   | Athleten | Zeit (min)    |
| ----- | ---------------------- | --- | ------------- |
| 1     | Vereinigte Staaten     | Charlie Bartholomew Madison Whyte Will Sumner Kennedy Wade Im Vorlauf eingesetzt: Kaylyn Brown                                                            | 3:17,69 CR    |
| 2     | Indien                 | Barath Sridhar Priya Mohan Kapil Rupal Chaudhary | 3:17,76 AU20R |
| 3     | Jamaika                | Jasauna Dennis Abigail Campbell Malachi Johnson Alliah Baker                                                                                              | 3:19,98 SB    |
| 4     | Vereinigtes Königreich | Brodie Young Poppy Malik Samuel Reardon Etty Sisson Im Vorlauf eingesetzt: Cameron McGregor                                                               | 3:21,03 PB    |
| 5     | Polen                  | Remigiusz Zazula Aleksandra Wołczak Jakub Szczepaniak Martyna Trocholepsza Im Vorlauf eingesetzt: Kornelia Lesiewicz                                      | 3:22,52 SB    |
| 6     | Deutschland            | Florian Kroll Lena Leege Lasse Schmitt Tessa Srumf Im Vorlauf eingesetzt: Lysann Helms Okai Charles                                                       | 3:24,34       |
| 7     | Botswana               | Thabang Charles Monngathipa Winnie Sarefo Unametsi Nyathi Obakeng Kamberuka Im Vorlauf eingesetzt: Obakeng Kamberuka Gaolebale Prince Soulo Naledi Monthe | 3:24,76 SB    |
| 8     | Tschechien             | Milan Ščibráni Anna Cagašová Ondřej Veselý Veronika Šímová                                                                                                | 3:29,18 SB    |

Finale: 2. August

## Medaillenspiegel
| Medaillenspiegel | Medaillenspiegel       | Medaillenspiegel | Medaillenspiegel | Medaillenspiegel | Medaillenspiegel |
| Platz            | Land                   | Gold             | Silber           | Bronze           | Gesamt           |
| ---------------- | ---------------------- | ---------------- | ---------------- | ---------------- | ---------------- |
| 01               | Vereinigte Staaten     | 7                | 4                | 4                | 15               |
| 02               | Jamaika                | 6                | 7                | 3                | 16               |
| 03               | Äthiopien              | 6                | 5                | 1                | 12               |
| 04               | Kenia                  | 3                | 3                | 4                | 10               |
| 05               | Südafrika              | 2                | 1                | 2                | 5                |
| 06               | Türkei                 | 2                | 1                | 1                | 4                |
| 07               | Frankreich             | 2                | 1                | 0                | 3                |
| 08               | Deutschland            | 1                | 4                | 3                | 8                |
| 09               | Schweden               | 1                | 2                | 1                | 4                |
| 10               | Finnland               | 1                | 2                | 0                | 3                |
| 11               | Japan                  | 1                | 1                | 2                | 3                |
| 11               | Niederlande            | 1                | 1                | 2                | 3                |
| 13               | Botswana               | 1                | 1                | 0                | 2                |
| 13               | Bulgarien              | 1                | 1                | 0                | 2                |
| 13               | Griechenland           | 1                | 1                | 0                | 2                |
| 13               | Mexiko                 | 1                | 1                | 0                | 2                |
| 17               | Vereinigtes Königreich | 1                | 0                | 2                | 3                |
| 18               | Bahamas                | 1                | 0                | 1                | 2                |
| 18               | Estland                | 1                | 0                | 1                | 2                |
| 18               | Italien                | 1                | 0                | 1                | 2                |
| 18               | Serbien                | 1                | 0                | 1                | 2                |
| 18               | Ukraine                | 1                | 0                | 1                | 2                |
| 23               | Israel                 | 1                | 0                | 0                | 1                |
| 23               | Usbekistan             | 1                | 0                | 0                | 1                |
| 25               | Indien                 | 0                | 2                | 1                | 1                |
| 25               | Kolumbien              | 0                | 2                | 1                | 3                |
| 27               | Algerien               | 0                | 2                | 0                | 2                |
| 28               | Eritrea                | 0                | 1                | 1                | 2                |
| 29               | Kuba                   | 0                | 1                | 0                | 1                |
| 29               | Schweiz                | 0                | 1                | 0                | 1                |
| 29               | Slowenien              | 0                | 1                | 0                | 1                |
| 32               | Australien             | 0                | 0                | 2                | 2                |
| 32               | Polen                  | 0                | 0                | 2                | 2                |
| 34               | Bahrain                | 0                | 0                | 1                | 1                |
| 34               | Brasilien              | 0                | 0                | 1                | 1                |
| 34               | Kanada                 | 0                | 0                | 1                | 1                |
| 34               | Marokko                | 0                | 0                | 1                | 1                |
| 34               | Uganda                 | 0                | 0                | 1                | 1                |
| 34               | Ungarn                 | 0                | 0                | 1                | 1                |
| 34               | Uruguay                | 0                | 0                | 1                | 1                |
| 34               | Zypern                 | 0                | 0                | 1                | 1                |